# Kent Harrskog

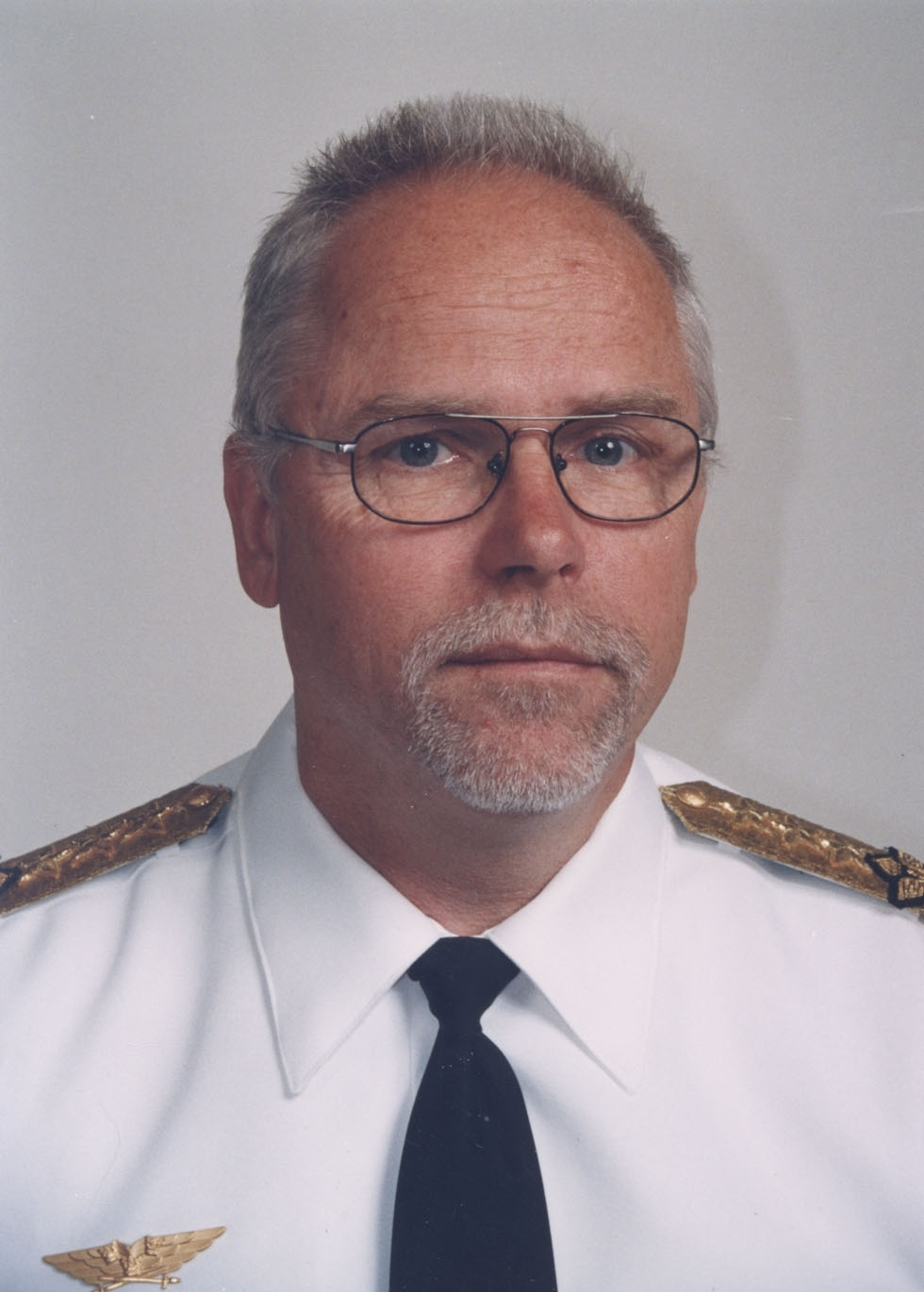
Kent Harrskog

Kent Holger Harrskog (* 11. November 1944 in Finspångs köping) ist ein ehemaliger schwedischer Generalleutnant.

## Leben
1967 wurde Harrskog zum Fähnrich befördert und 1969 Pilot im Geschwader F 7 in Såtenäs (Skaraborgs län). 1969 wurde er Testpilot in Linköping, 1976 bis 1978 absolvierte er den Stabsoffizierlehrgang an der Militärakademie. 1981 wurde er Leiter des Flugbetriebs des Verbandes F 13 in Norrköping. 1983 wechselte er in den Luftwaffenstab, von 1987 bis 1988 studierte er am US-amerikanischen Air War College und der nationalen Verteidigungsakademie. 1988 wurde er zunächst stellvertretender Kommodore des Verbandes F 21 in Luleå, später dann dessen Kommodore. Nach einer weiteren Verwendung als Leiter des nordschwedischen Verteidigungsbereichs ernannte man ihn 1994 zum Befehlshaber der Luftwaffe. Von 1998 bis 2000 leitete er zusätzlich den südlichen Verteidigungsbereich und war danach bis 2005 militärischer Berater des Verteidigungsministeriums.